# إمير دي فاتل
إمير دي فاتل (15 أبريل 1714 - 28 ديسمبر 1767) (بالفرنسية: Emer de Vattel) محامي وفيلسوف ودبلوماسي سويسري، ارتكزت مؤلفاته القانونية بشكل ملحوظ على القانون الدولي، وتأثر إلى حد كبير بالقاضي الهولندي هوغو غروتيوس.
يعتبر كتابه «قانون الأمم» (The Law of Nations) الذي ألّفه سنة 1758 أهم عمل له، وقد كان السبب في شهرته، وتعيينه مستشارًا في محكمة أغسطس الثالث ملك بولندا.

## روابط خارجية
- إمير دي فاتل على موقع الموسوعة البريطانية (الإنجليزية)